# 皮扎莫喬克
49°4′38″N 25°23′53″E / 49.07722°N 25.39806°E
皮扎莫喬克（烏克蘭語：Підзамочок），是烏克蘭的村落，位於該國西部捷爾諾波爾州，由喬爾特基夫區負責管轄，面積1.05平方公里，2001年人口1,541，人口密度每平方公里1,467.6人。